# Sageretia minutiflora
Sageretia minutiflora är en brakvedsväxtart som först beskrevs av André Michaux, och fick sitt nu gällande namn av William Trelease. Sageretia minutiflora ingår i släktet Sageretia och familjen brakvedsväxter. Inga underarter finns listade i Catalogue of Life.